# Chris Abrahams
Chris Abrahams (rodným jménem Christopher Robert Lionel Abrahams; * 9. dubna 1961 Oamaru, Nový Zéland) je novozélandský jazzový klavírista. Svou kariéru zahájil v roce 1983, kdy začal hrát se skupinou Benders. Od konce osmdesátých let působí v experimentální skupině The Necks, se kterou vydal řadu alb; prvním z nich bylo Sex z roku 1989. Mimo něj ve skupině hrají ještě kontrabasista Lloyd Swanton a bubeník Tony Buck. Rovněž vydal několik alb pod svým jménem.